# Cô dâu

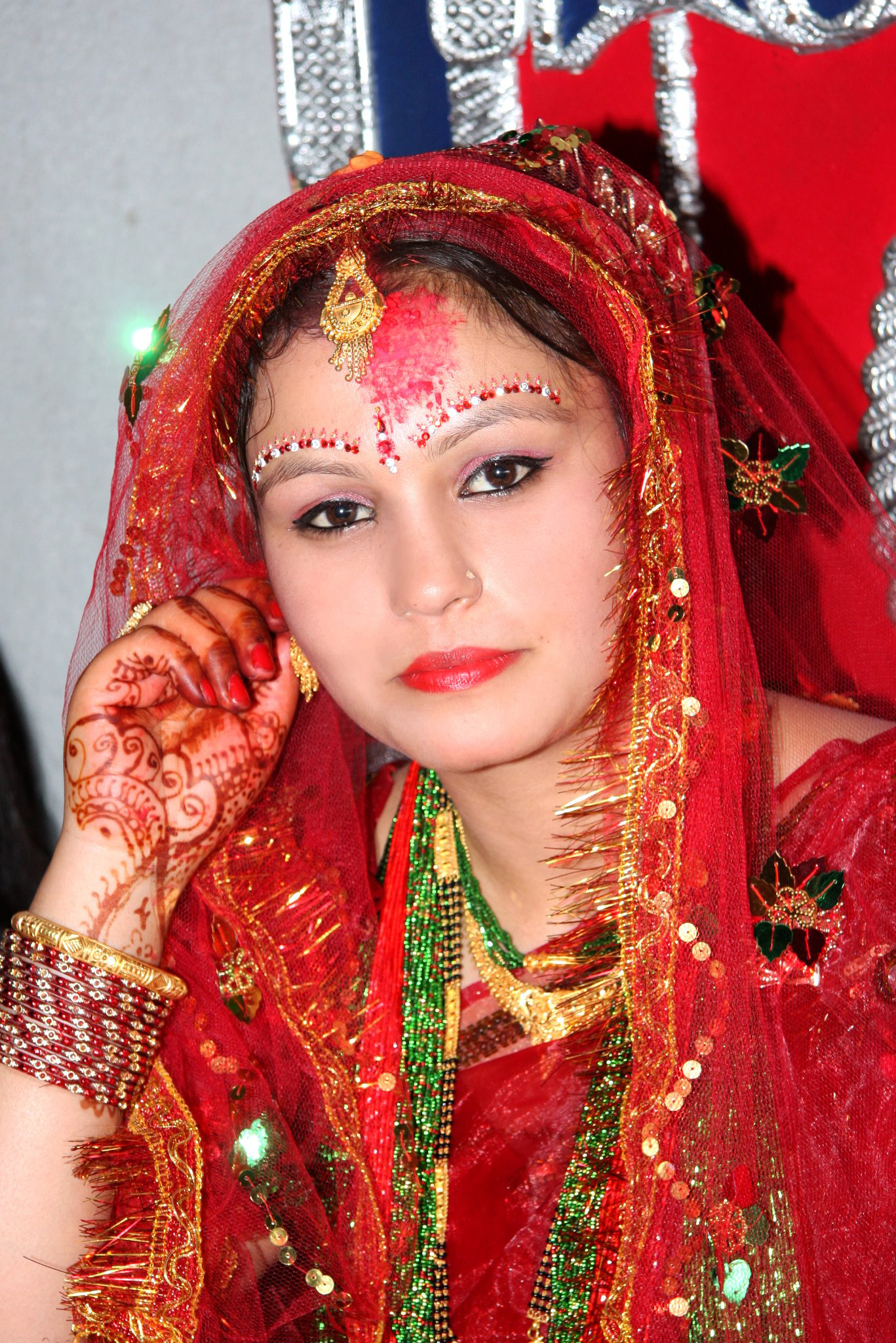
Một cô dâu ở Nepal

Cô dâu hay tân nương thường được xem là nhân vật nữ chính trong hôn lễ, là buổi tuyên bố lễ thành hôn giữa cô dâu đó và chú rể. Theo văn hóa phương Tây, cô dâu thường được phụ giúp bằng những thiếu nữ khác, thường được gọi là "cô dâu phụ" hay là "phù dâu".

## Trang phục
Trang phục cô dâu khác nhau tùy theo phong tục tập quán tại nơi tổ chức đám cưới. Ở châu Âu và Bắc Mỹ, trang phục cô dâu thường là váy cưới và khăn che mặt. Thông thường, theo văn hóa phương Tây, váy cưới cô dâu màu trắng, khi làm hôn lễ lần đầu. Một số quốc gia Đông Á chuộng màu đỏ.